# Mamert Nieciuński

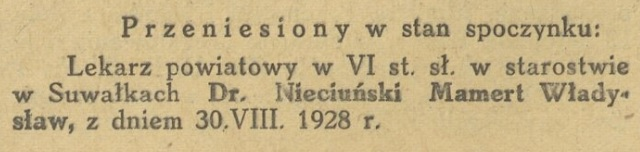
„Monitor Polski” 1929, nr 56 - informacja o Mamercie Nieciuńskim

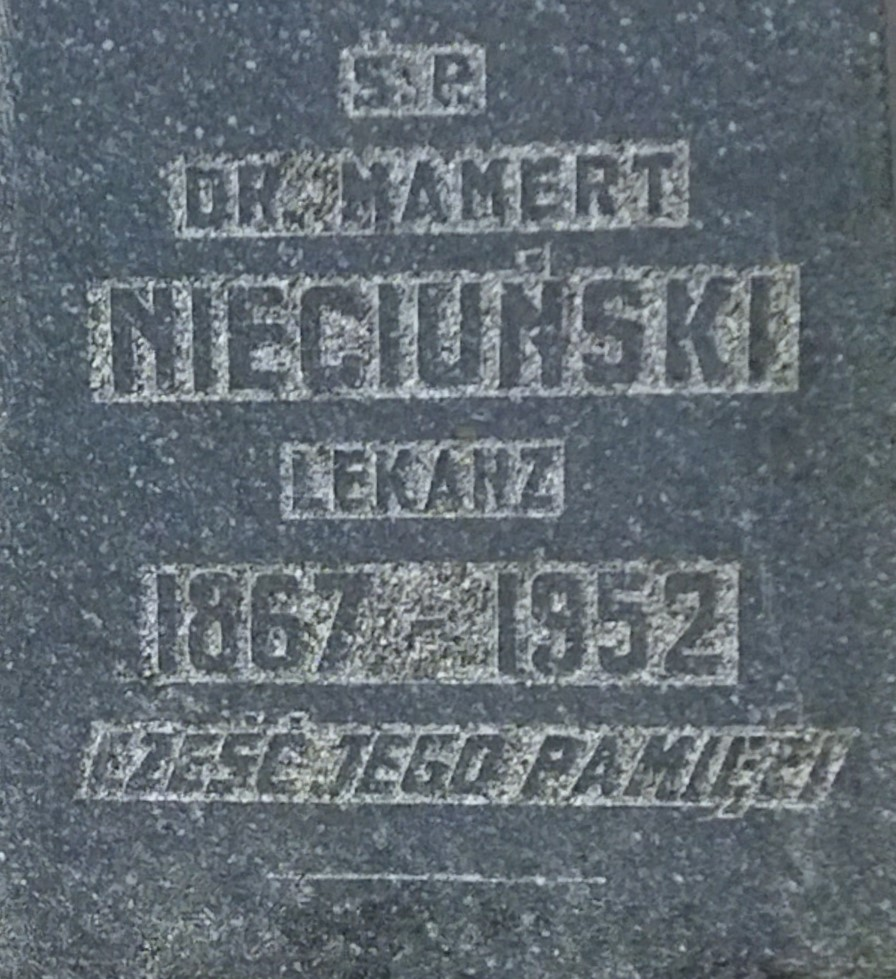
Inskrypcja na nagrobku Mamerta Nieciuńskiego

Mamert Władysław Nieciuński (ur. 29 października 1867 we wsi Nowickie, pow. kalwaryjski, zm. 21 kwietnia 1952 w Suwałkach) – lekarz, działacz społeczny.

## Życiorys
Był synem  Dominika i Emilii z Dowgiałłowiczów.  
Ukończył suwalskie gimnazjum męskie, następnie studiował medycynę na uniwersytecie w Moskwie. W 1895 r. ukończył studia z wyróżnieniem, uzyskując stopień lekarza.  14 lutego 1895 r. zdał egzamin na lekarza powiatowego. Od 27 listopada 1897 r. podjął pracę w suwalskim szpitalu św. Piotra i Pawła (początkowo jako lekarz nadetatowy). Od 1902 r. pracował jako lekarz powiatu suwalskiego.
Przed I wojną światową otrzymał rangę:
- radcy tytularnego (1902 r.)
- asesora kolegialnego (1904 r.)
- radcy dworu (1905 r.)
- radcy kolegialnego (1909 r.)

Podczas I wojny światowej został ewakuowany z Suwałk i przez pewien czas pełnił funkcję dyrektora szpitala w Wasilewiczach (gubernia mińska), następnie był lekarzem sanitarnym w mieście Orzeł. 
W 1918 r. wrócił do Suwałk, gdzie pracował jako lekarz powiatu suwalskiego. W październiku 1928 r. z jego inicjatywy Towarzystwo Przeciwgruźlicze założyło Dom Zdrowia Ziemi Suwalskiej. W tym też roku Nieciuński przeszedł na emeryturę, jednak pozostał czynny zawodowo. W latach 1928–1939 pracował jako lekarz urzędników państwowych i pracowników Banku Polskiego.  Natomiast po zakończeniu II wojny światowej, od 1945 r. był lekarzem suwalskiej Ubezpieczalni Społecznej. Zmarł 21 kwietnia 1952 r. w Suwałkach. Został pochowany na cmentarzu parafialnym przy ulicy Bakałarzewskiej, nieopodal neogotyckiej kaplicy.

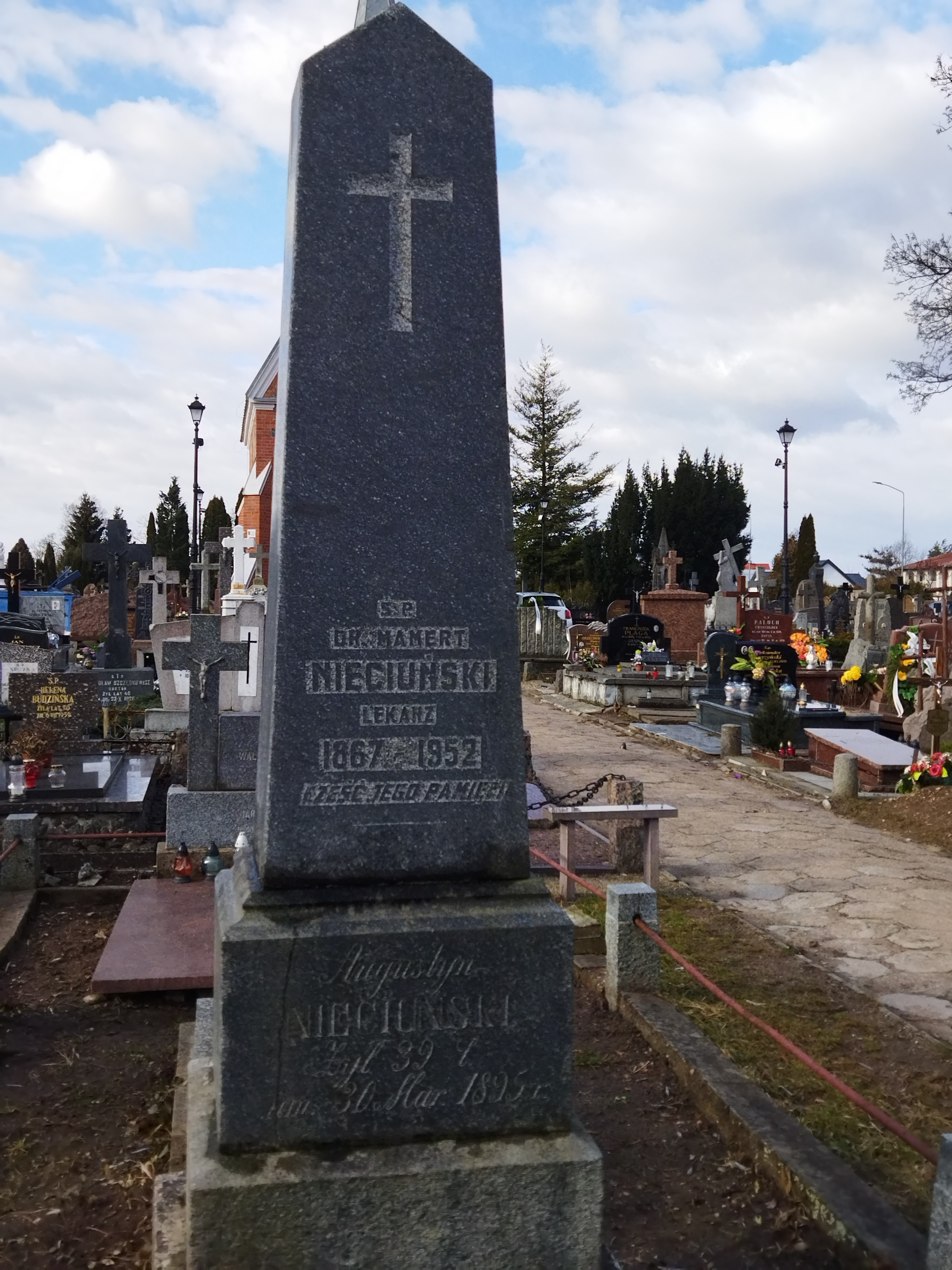
Grób Mamerta Nieciuńskiego. Suwalski cmentarz parafialny przy ulicy Bakałarzewskiej
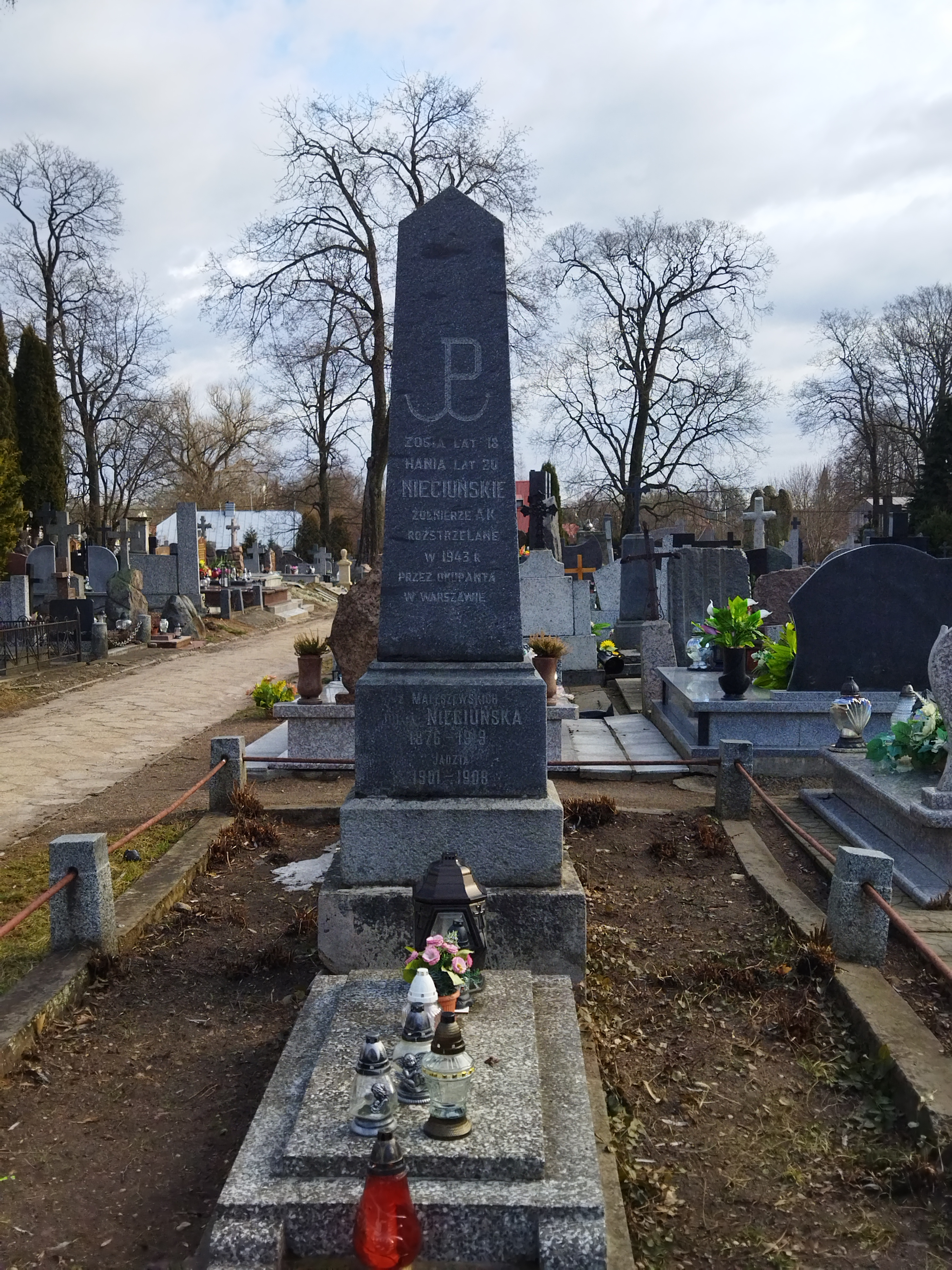
Symboliczny grób Anny i Zofii Nieciuńskich na suwalskim cmentarzu parafialnym przy ulicy Bakałarzewskiej
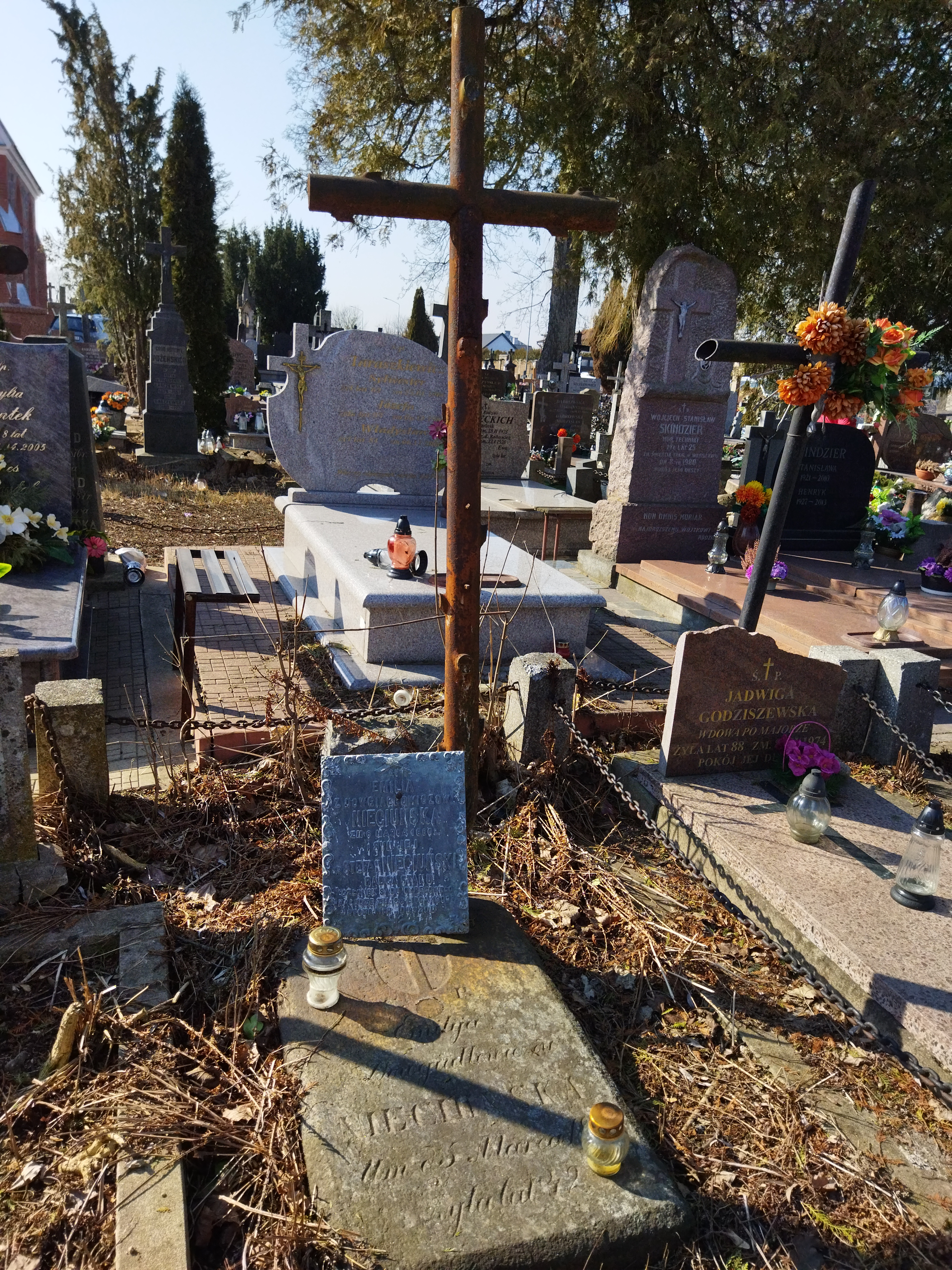
Grób Emilii Nieciuńskiej i jej syna Stefana na suwalskim cmentarzu przy ul. Bakałarzewskiej
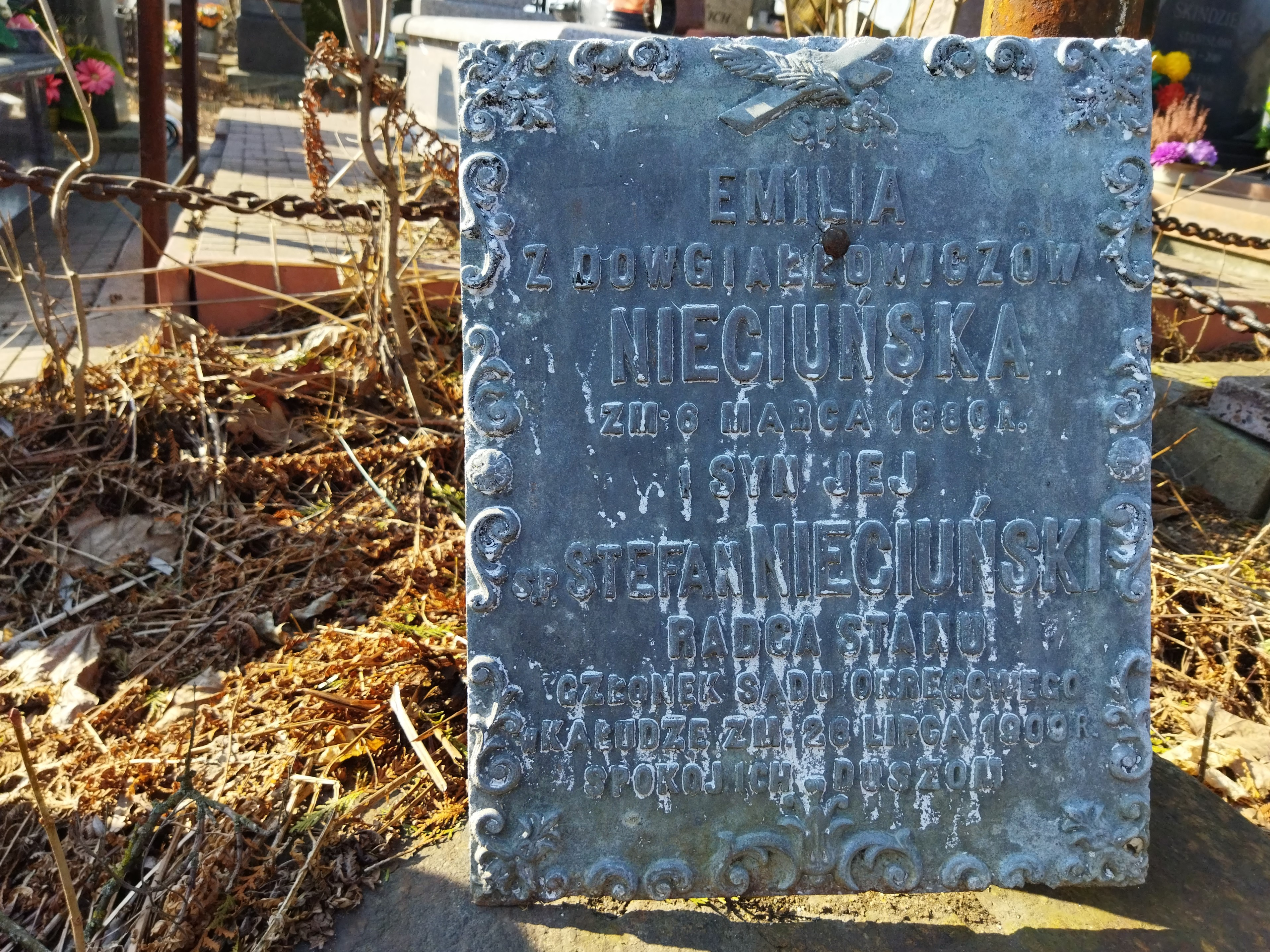
Tablica pamiątkowa na grobie Emilii Nieciuńskiej i jej syna Stefana

## Rodzina
Był dwukrotnie żonaty. Z pierwszą żoną – Julią Karoliną Nieciuńską (1877-1919) – wdową po jego przedwcześnie zmarłym bracie Auguście – miał dwie córki: Marię Julię (ur. 1899) i Jadwigę Walerię (ur. 1901). 
Z drugą żoną – Zofią (z d. Szymańską) również doczekał się dwóch córek: Anny Justyny (ur. 1923) i Zofii Jadwigi (ur. 1925) – obie zginęły w 1943 r., prawdopodobnie w Warszawie. Zostały rozstrzelane przez hitlerowców za udział w działalności konspiracyjnej.  Na suwalskim cmentarzu znajduje się ich symboliczny grób.

## Działalność społeczna
Oprócz praktyki zawodowej działał społecznie na różnych polach. Był członkiem suwalskiego oddziału Polskiego Towarzystwa Krajoznawczego, sekretarzem Suwalskiego Towarzystwa Lekarskiego, członkiem komisji rewizyjnej Suwalskiego Towarzystwa Wzajemnego Kredytu, kierował Akcją Katolicką działającą przy kościele św. Aleksandra. Należał do rady zarządczej Towarzystwa Komunikacji Samochodowej „K. Toczyłowski i S-ka”, oraz do rady stypendialnej Towarzystwa Pomocy dla Byłych Wychowańców Szkoły Handlowej w Suwałkach. Występował z odczytami w suwalskiej Czytelni Naukowej a ponadto przygotował pracę o chorobach zakaźnych, której rękopis znajduje się w zbiorach biblioteki Akademii Medycznej w Białymstoku.

## Odznaczenia
- Order św. Stanisława 3 klasy
- Order św. Anny 3 klasy